# کاتسوئو ناکامورا
کاتسوئو ناکامورا (انگلیسی: Katsuo Nakamura؛ زادهٔ ۲۳ آوریل ۱۹۳۸) هنرپیشه اهل ژاپن است. 

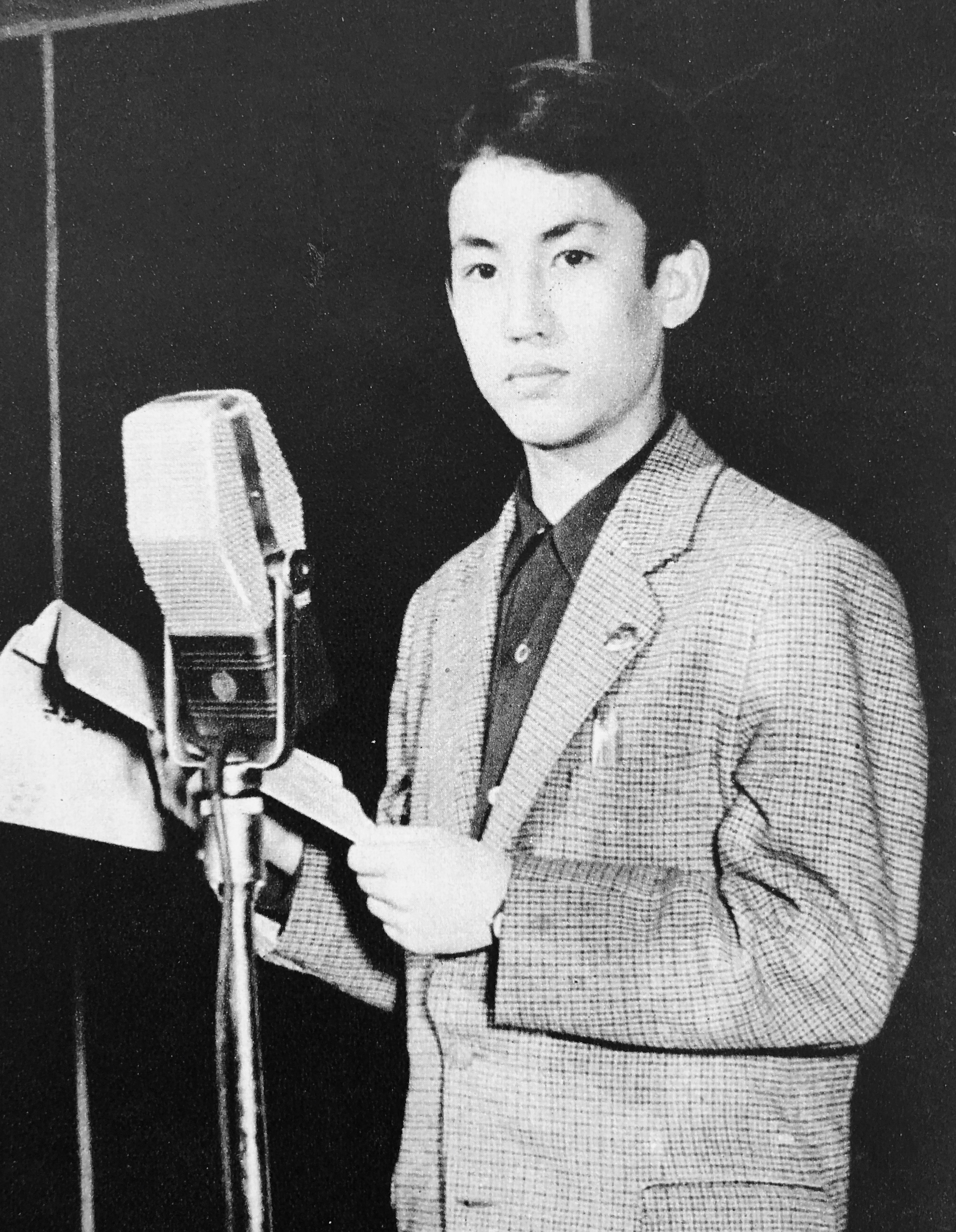
کاتسوئو ناکامورا در جوانی

از فیلم‌هایی که وی در آن نقش داشته است، می‌توان به شاهزاده خانمی از ماه، و آنگاه، دوران لذت و اندوه، پسران قرن بیستم، کوایدان و دورورو اشاره کرد.